# Динамическое дисконтирование
Динамическое Дисконтирование — это метод управления оборотным капиталом компании, заключающийся в согласовании между покупателем и поставщиком условий ранней оплаты счетов, т.е. оплаты счетов ранее крайней даты платежа по договору в обмен на бонус от поставщика.

### Практическое применение
Динамическое дисконтирование в мировом экономическом сообществе используется довольно давно. Одним из первых инструментов по динамическому дисконтированию является программа SAP Ariba. Помимо SAP, существуют ещё несколько компаний в США, Европе и Азии, которые также нацелены на пользовательское управление дебиторской и кредиторской задолженностью – Taulia, C2FO и другие.  

### Механизм работы
Динамическое дисконтирование позволяет уменьшать сроки оплаты по счетам и делает отношения между контрагентами более гибкими за счет учета потребностей сторон сделок в каждый момент времени. В основе этого инструмента лежит концепция ранней оплаты: чем раньше покупатель заплатит поставщику, тем больший бонус он сможет получить. И покупатель, и поставщик получают дополнительную прибыль: покупатель за счет увеличения доходности от краткосрочного инвестирования свободных денежных средств, а поставщик за счет сокращения затрат на привлечение / обслуживание внешнего краткосрочного финансирования.
Альтернативой Динамическому Дисконтированию является факторинг, долю которого Динамическое Дисконтирование отнимает в последние несколько лет всё большую часть рынка. Крупные компании стали чаще обращаются к этому виду инструмента для работы со своими поставщиками.

### Ключевые преимущества
- Дополнительная доходность для всех сторон сделки
- Ускорение оборачиваемости денежных средств покупателя и поставщика
- Повышение уровня гибкости между покупателями и поставщиками
- Динамическое изменение условий оплаты, позволяющее в режиме реального времени обеим сторонам регулировать платежи по каждому отдельному счёту
- Скидки по счёту могут варьироваться в зависимости от количества дней, оставшихся до даты погашения обязательства
- Сокращение временных и денежных затрат на управление оборотным капиталом